# Hamrångeån
Hamrångeån är en å i Hamrånge socken i Gästrikland.
Hamrångeån, som är drygt 10 kilometer lång, inkl källflöden ca 50 km, börjar under detta namn vid Kalvdammen i Viksjön. Efter ett par kilometer rinner Hamrångeån ut i Spångholmsdammen och fortsätter därefter under Europaväg 4. Ån passerar det gamla järnbruket vid Vifors och sedan även Kvarndammen i Bergby innan den mynnar ut i Hamrångefjärden och via den i Bottenhavet.
Åns totala avrinningsområde är 510 km². Största källflödet är Gopån.